# Athie, Côte-d'Or
Athie este o comună în departamentul Côte-d'Or, Franța. În 2009 avea o populație de 91 de locuitori.

## Evoluția populației
| An        | 1975 | 1982 | 1990 | 1999 | 2006 | 2009 |
| --------- | ---- | ---- | ---- | ---- | ---- | ---- |
| Populație | 76   | 74   | 70   | 92   | 90   | 91   |